# Tomasz Struszczyk
Tomasz Struszczyk (ur. 6 lutego 1979 w Piotrkowie Trybunalskim) – polski wokalista rockowy. Członek zespołów Turbo, Pathology oraz Flashback.

## Życiorys
Na początku swojej kariery grał w bełchatowskich zespołach rockowych Earthquake oraz Szymon B. W 2001 roku został wokalistą łódzkiego zespołu heavymetalowego Pathology. Wraz z nim zdobył 3. miejsce na przeglądzie zespołów rockowych "Rock May Festival" w Skierniewicach. W 2004 roku gościnnie śpiewał w innym łódzkim zespole metalowym – Flashback. 2 lata później został pełnoprawnym członkiem zespołu. W czerwcu 2007 roku Struszczyk został wybrany na następcę Grzegorza Kupczyka w szeregach Turbo. Pierwszy koncert z nową grupą zagrał 9 czerwca 2007 w Bielsku-Białej, kilka dni przed oficjalnym dołączeniem do zespołu. Nowa posada nie przeszkodziła mu kontynuować współpracy ze wspomnianymi grupami. Jesienią 2009 roku wydano pierwszą studyjną płytę Turbo ze Struszczykiem jako wokalistą, zatytułowaną Strażnik Światła. W 2010 roku wystąpił gościnnie na płycie Demonologia poznańskiego rapera Słonia(refreny w utworze "Początek Końca").
Na co dzień pracuje jako programista w jednej z łódzkich firm informatycznych.

## Dyskografia
- Pathology – Prelude To Destruction (2003, wydanie własne)[5]
- Turbo – Strażnik Światła (2009, Metal Mind Productions)
- Słoń, Mikser – Demonologia (2010, Unhuman, gościnnie)[4]
- Pathology – Screaming Within (2012, wydanie własne)
- Turbo – Piąty żywioł (2013, Metal Mind Productions)
- Turbo – In the Court of the Lizard (2014, Metal Mind Productions)[6]
- Wojciech Hoffmann – Behind the Windows (2015, Kubicki Entertainment)[7]
- Turbo -  Blizny (2025, Mystic Production)

## Wyróżnienie
W 2010 otrzymał wraz z zespołem Turbo nominację do nagrody polskiego przemysłu fonograficznego Fryderyka w kategorii album roku metal za wydawnictwo Strażnik Światła.